# It's All Too Much
«It's All Too Much» es una canción interpretada por The Beatles aparecida por primera vez en la banda sonora de la película Yellow Submarine. Fue escrita y vocalizada por George Harrison. 
Se grabó originalmente en 1967, poco tiempo antes del lanzamiento de Sgt. Pepper's Lonely Hearts Club Band, y estaba previsto para aparecer en el siguiente álbum, Magical Mystery Tour, pero se descartó finalmente.
Se realizó en los estudios De Lane Lea de Londres, y fue uno de los escasos temas del grupo que no se produjeron en los estudios Abbey Road.
Harrison y John Lennon tocaron las guitarras. Adicionalmente, el propio Harrison tocó el órgano y la armónica, Paul McCartney en el bajo y coros, y Ringo Starr toca todas las percusiones. Como músicos de sesión, fueron invitados entre otros David Mason (quien también apareció acreditado en la célebre "Penny Lane") para tocar la trompeta y Paul Harvey, quien interpretó el clarinete bajo.
Junto con su hit "I Feel Fine", fueron los únicos temas de The Beatles que usaron extensivamente el feedback (retroalimentación), para producir ruidos extraños, propio de la etapa creativa y experimental en la que se encontraba la banda. De nuevo en esta ocasión, Lennon produjo el feedback con su guitarra eléctrica.
El título original era solamente "Too Much", y su versión final tiene una duración de 6:28 minutos en el álbum. Apareció incluida como una de las pocas composiciones inéditas que verían la luz en la banda sonora, mientras que el lado B del mismo consistió en temas orquestales de George Martin sin letra alguna y en los cuales la banda no tuvo mayor participación.

## Inspiración del tema
George Harrison se inspiró en su esposa de aquel entonces, Pattie Boyd (al igual que en otras canciones), para componer esta pieza. Por razones técnicas, la duración original de 8:11 minutos fue recortada a los 6:28 minutos del álbum, aspecto que la convertía en la pieza más extensa y compleja de este músico con la banda y la más extensa de The Beatles hasta la salida al mercado de "Revolution 9" (1968).
Harrison la describió en 1980 como "grabada de manera infantil, a partir de realizaciones que aparecieron durante y tras algunas experiencias con el LSD, que posteriormente confirmó la meditación". De hecho, es parte improvisación, parte canción preestablecida. 
En otra entrevista en 1989 aseguró: "Yo sólo quería escribir una canción de rock 'n roll,  con todo el asunto psicodélico de la época". "(…) Y como lo era en aquellos días, tuvimos los trompetistas sólo para tocar un poco de manera voluntaria, y es así como 'El príncipe de Dinamarca' se tocó un poco (en el epílogo). Y Paul y John se me acercaron y cantaron esa línea de la letra 'your eyes of blue'".

## Composición, letra y estructura musical
La canción está basada en un único acorde monótono en tonalidad de Sol mayor (G), con un énfasis simple de melodía de notas en la escala 2 (A) y 7 (F #). No hay una clave inquieta y movimiento armónico.  Este mismo movimiento caracteriza a otras canciones de Harrison con The Beatles que poseen una orientación espiritual,  como "Long, Long, Long"   y  "The Inner Light".
"It´s All Too Much" presenta la interacción continua entre la influencia de la música de la India en un ambiente psicodélico. Las letras combinan la filosofía cósmica practicada por Harrison, con un poco de rima infantil al estilo de fantasía.
Adicionalmente, contiene algunas letras tomadas de distintos trabajos de otras bandas de la época:
"With your long blonde hair and your eyes of blue", línea de The Merseybeats que aparece en el sencillo "Sorrow" de The McCoys. Las trompetas son propias del compositor inglés barroco Jeremiah Clarke en una de sus obras, Marcha del príncipe de Dinamarca.

## La versión original
Proviene de una mezcla monofónica extendida, (8:11 duración original) que contiene toda la letra íntegra más un final mucho más largo, la cual fue grabada sin un lanzamiento oficial. Sin embargo, ha sido encontrada en ediciones no autorizadas. Esta fue la pieza que originalmente compuso Harrison en 1967.
La versión más conocida de la canción fue editada y reducida a alrededor de seis minutos y  veinticinco segundos que es la que se incluyó finalmente en el álbum "Yellow Submarine", casi dos años más tarde de ser grabada. No obstante, es ligeramente distinta a la que aparece propiamente en la película, debido al corte de unas líneas de la canción del álbum, que debían estar en la parte intermedia:
It's all too much for me to take/There's plenty more for everybody/The more you give, the more you get/The more it is and it's too much." "Nice to have the time to take this opportunity/Time for me to look at you and you to look at me.".
Sin embargo, estas líneas sí se encuentran en la mezcla mono de ocho minutos.
Es la última pieza que se aprecia en la cinta como un animado, y aparece sólo como un breve extracto.

## Grabación del tema
La grabación tuvo lugar en De Lane Lea Studios, 129 de la calle Kingsway, en Londres, convirtiéndola en una de las pocas canciones de The Beatles que no se grabaron en EMI Studios, por razones desconocidas.
A "It´s All Too Much" nunca se le dio la importancia requerida en su época, por lo que fue casi olvidada en el lapso que transcurrió entre su grabación y su edición, sin saber qué se haría con ella.
Las cintas originales fueron reutilizadas y mezcladas con nuevas pistas (como las características trompetas barrocas), que incluso tenían la particularidad de seguir una base rítmica diferente, lo que fue un verdadero reto de producción para George Martin. 
Por estos motivos, es una de las canciones más caóticas y confusas de todas cuantas grabaran The Beatles. El propio Ringo Starr pierde el ritmo por completo y cambia la percusión en un par de ocasiones, a causa de los cortes de edición. De igual forma, el sonido de las guitarras se pierde ocasionalmente entre los ruidos y distorsiones.
Al final del tema, George canta una frase de la canción "Sorrow", un éxito de The Merseybeats (amigos de The Beatles) y el acompañamiento de "Too Much" de John y Paul se transforma primero en "tuba" y luego en "Cuba". Por último se escucha la frase en la que George dice al final "we are all dead" ("estamos todos muertos").
En su parte instrumental, los últimos minutos de la canción de igual forma no son convencionales ni siguen un patrón establecido, en una especie de "jam session": cada músico termina improvisando, con versos tocados al revés, lo que acerca la pieza de Harrison a la música psicodélica. 
Estos segmentos fueron suprimidos para "Yellow Submarine", por considerarse demasiado densos y largos para el esquema del disco.

## Otras versiones
"It's All Too Much" ha sido interpretada por Grateful Dead (en vivo), Ratdog (en vivo), The Church, Steve Hillage, Senator Flux, Paul Gilbert, The Violet Burning, Yukihiro Takahashi, The House of Love y fue reescrita en una nueva versión por Journey. Otra versión es la del oscuro grupo inglés de nueva psicodelia llamado Miles Over Matter en 1982,editado en 2015 en el c.d "vagabons of psychedelia" con grabaciones de la banda entre 1980 y 1983.

## Personal[7]
- George Harrison – Vocales, órgano (Hammond RT-3).
- John Lennon – Vocales - guitarra rítmica (Fender Stratocaster), coros armónicos.
- Paul McCartney – Bajo (Rickenbacker 4001s), cencerro, coros.
- Ringo Starr – Batería (Ludwig Super Classic).
- David Mason y tres músicos no acreditados – Trompetas.
- Paul Harvey – Clarinete bajo